# ミディクロリア
ミディクロリア(Candidatus Midichloria mitochondrii)はミトコンドリアに細胞内共生するリケッチアであり、マダニの卵巣に見出される。この名は映画スター・ウォーズ・シリーズに登場しフォースに寄与する共生微生物ミディ＝クロリアンに因んでおり、監督ジョージ・ルーカスの公認を得て命名されている。

## 形態・生態
長さ1.2μm、径0.45μmほどの桿菌で、鞭毛をもたず、グラム陰性である。
ミトコンドリア膜間腔に共生し、内膜に包まれた内容物を消化して増殖していると見られる。
細胞質中にも見出されるが、そこで増殖が可能なのかどうかは不明である。
共生部位は主として卵巣であり、経卵巣感染により垂直伝播していると考えられている。
雄には卵巣がないため共生部位は不明であるが、PCRによりDNAを検出できる場合がある。
研究室で実験的に維持しているマダニでは、時間が経つにつれて徐々に排除されることが知られているが、その場合でもマダニの生殖能力などに差は生じない。
このことから、この生物は宿主に対して取りたてて大きな利害を及ぼさないと考えられている。
一方宿主ダニが吸血すると、それに応じてミディクロリアが増殖することが知られている
。
実際のところ、どのような共生関係にあるのかははっきりしていない。

## 分布
ヨーロッパおよび北米に生息する数種のマダニから見出されている。
タイプ宿主はヨーロッパに広く分布するIxodes ricinusで、この種の野生個体からは地域を問わず100%の雌から検出される。
オーストラリアのマダニからも非常に近縁だと考えられる細菌が見出されているが、ミトコンドリアの膜間腔には共生しないなど若干性質が異なっている。
またミディクロリアに比較的近縁と思われるDNA配列が世界各地の吸血昆虫やヒトを含む哺乳動物の血液から検出されているが、これらがどの程度ミディクロリアと共通した性質を持っているのかは不明である。

## ゲノム
イタリアロンバルディア州ヴァレーゼ県のI. ricinusの卵細胞から得たサンプルを用い、ミディクロリアのゲノム1,183,732 bp (G+C含量36.6%)が解読されている。全般的にはリケッチア類の既知ゲノムと同様であると言えるが、特徴的なこととして鞭毛およびcbb3型のシトクロム酸化酵素をコードすると考えられる遺伝子群が見出されたことが挙げられる。ミディクロリアで鞭毛が観察されたことはないが、鞭毛タンパク質の遺伝子群が実際にmRNAとして発現していることから、鞭毛を用いる未知の時期が存在する可能性も考えられる。またcbb3型酵素は通常ミトコンドリアで利用されているaa3型酵素と比べて活性は低いものの、より低酸素条件に適応した酵素であると考えられている。ダニの卵形成過程では酸素消費が激しく増大することが知られており、ミディクロリアが通常のミトコンドリアより低酸素条件でATPを供給できるとすれば宿主にとっても利益があると考えられる。これら2つの遺伝子群は既知のリケッチア類ゲノムには存在しないものの、祖先的αプロテオバクテリアから受け継がれたものだと考えられる。

## 歴史
ミディクロリアと思われる細菌は、1979年にイギリス・リーズ大学の研究者（その後ファイザーの動物衛生部門の責任者となった）David Lewisが初めて報告し、
その後スイス・ヌーシャテル大学でも研究が行われたが、
いずれも電子顕微鏡による観察のみに留まっていた。
イタリア・ミラノ大学獣医学部の寄生虫学教室では、1990年代後半からイタリア北部のマダニにおけるダニ媒介性病原体の保有状況について研究を進めていた。しかしPCRで既知のリケッチアとは似て非なるDNA配列が検出され、in situ ハイブリダイゼーションが陽性となる卵巣を電子顕微鏡で観察したところ、ミトコンドリアに共生するリケッチアが見出され命名された。
ミトコンドリアに共生する細菌としては、他に繊毛虫のミトコンドリアに共生しているものが3例報告されているが、詳しく調べられていない
。